# 三河田原駅
三河田原駅（みかわたはらえき）は、愛知県田原市田原町東大浜にある、豊橋鉄道渥美線の駅。駅番号は16。

## 概要
渥美線の終点かつ田原市の中心駅で有人駅である。中部地方および愛知県内の鉄道駅では最南端に位置する。豊鉄バスの伊良湖本線と接続し渥美方面へバス路線が連絡する。

## 歴史
かつては当駅から黒川原駅まで路線が延びていたが、1944年（昭和19年）6月に第二次世界大戦による資材転用のため、レールが撤去されたことに伴い渥美線の終着駅となっている。1980年代まで貨物輸送を行っていたため広い構内を持っていた。

### 年表
- 1924年（大正13年）6月10日：渥美電鉄の田原駅として開業[3]。
- 1925年（大正14年）6月1日：三河田原駅に改称[4]。
- 1926年（大正15年）4月10日：当駅 - 黒川原間延伸開業により途中駅となる。
- 1940年（昭和15年）9月1日：名古屋鉄道との合併により同社渥美線の駅となる。
- 1944年（昭和19年）6月5日：当駅 - 黒川原間が営業休止。
- 1954年（昭和29年）
  - 10月1日：豊橋鉄道への譲渡により同社の駅となる。
  - 11月20日：名古屋鉄道が休止中の当駅 - 黒川原間を廃止、終端駅に戻る。
- 1982年（昭和57年）11月頃：専用線取扱以外の貨物取扱廃止[5]。
- 1994年（平成6年）10月：駅舎改築（3代目）[1]。
- 1999年（平成11年）9月：中部の駅百選（第1回）に選定[1]。
- 2013年（平成25年）10月27日：駅舎改築（4代目）。
- 2014年（平成26年）9月：ホーム増設工事竣工[6]。

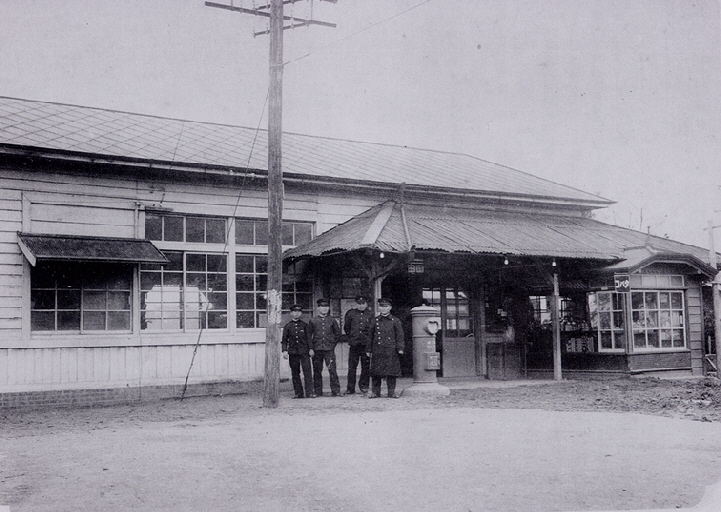
初代駅舎（1930年代撮影）
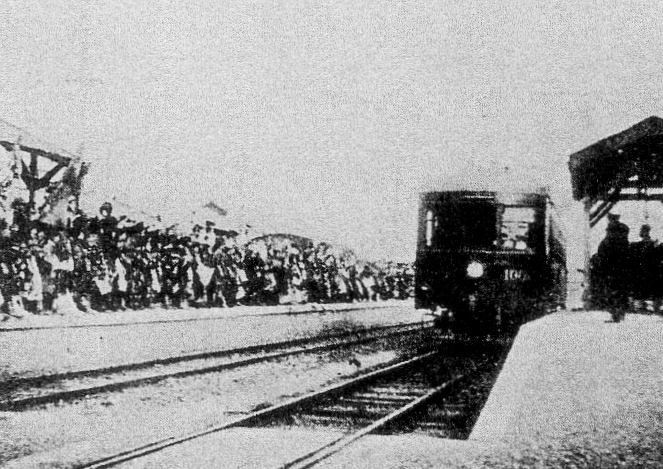
渥美電鉄時代の構内（1932年）
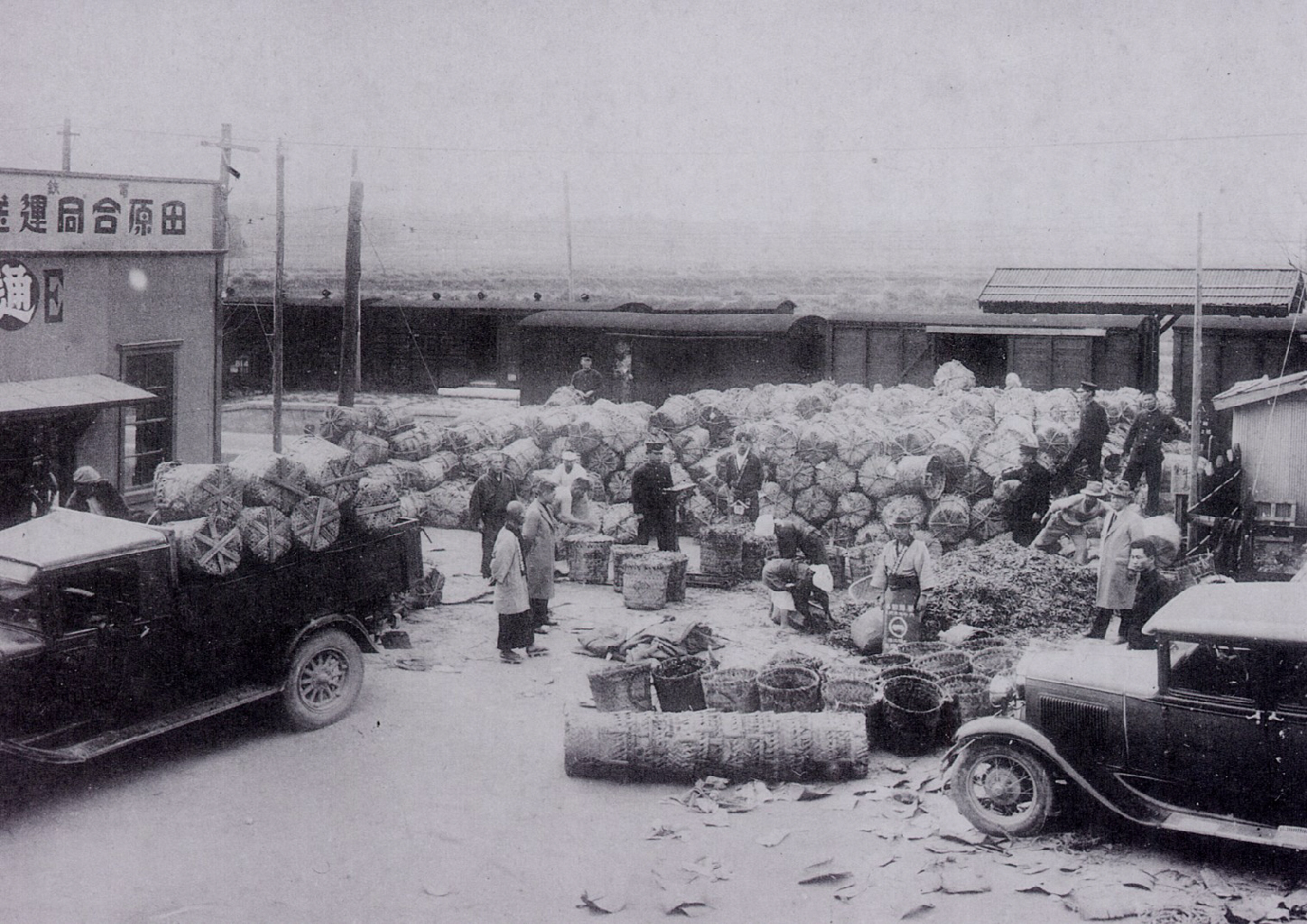
駅に隣接した渥美郡農産物出荷組合（1930年代撮影）
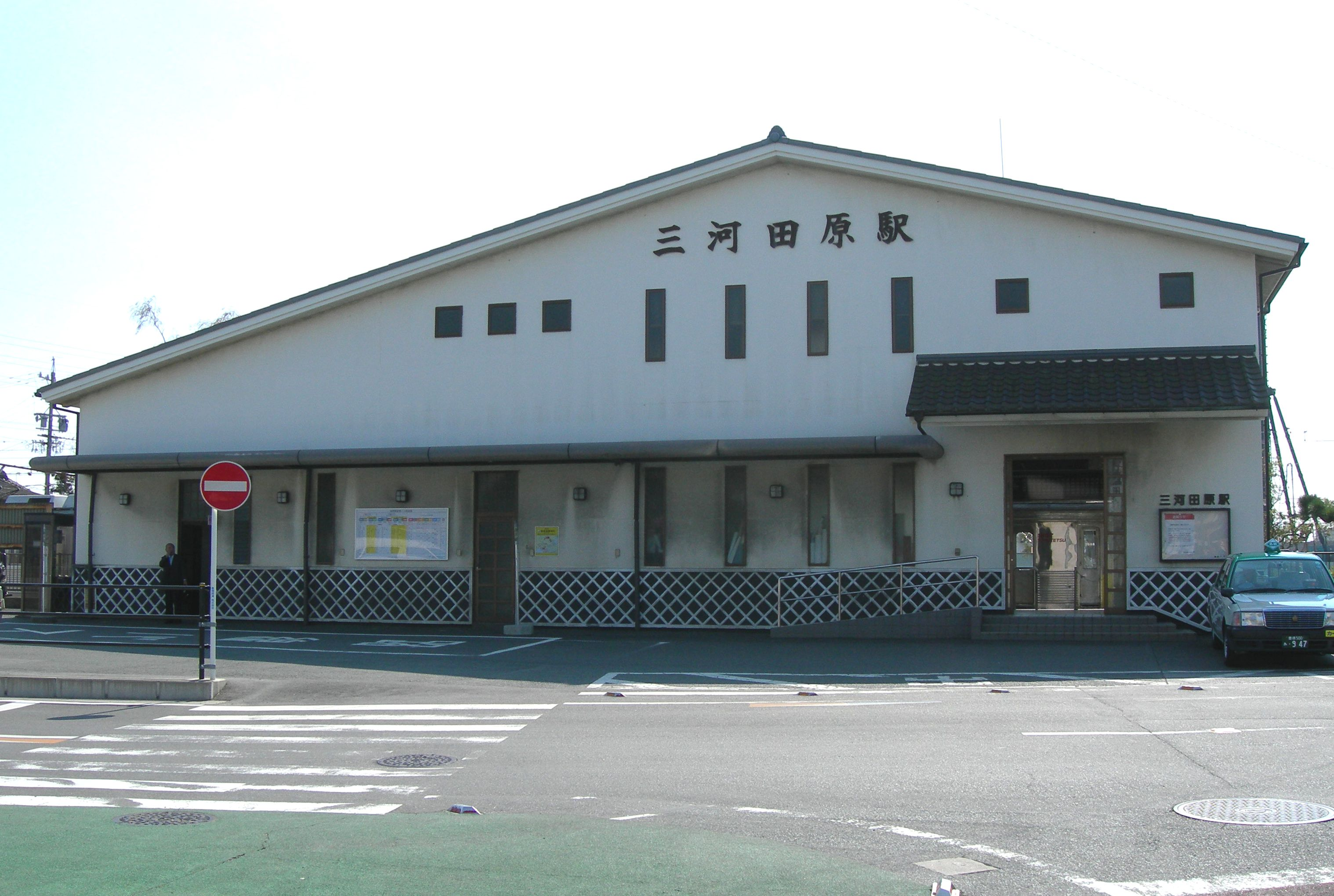
3代目駅舎（2004年5月）
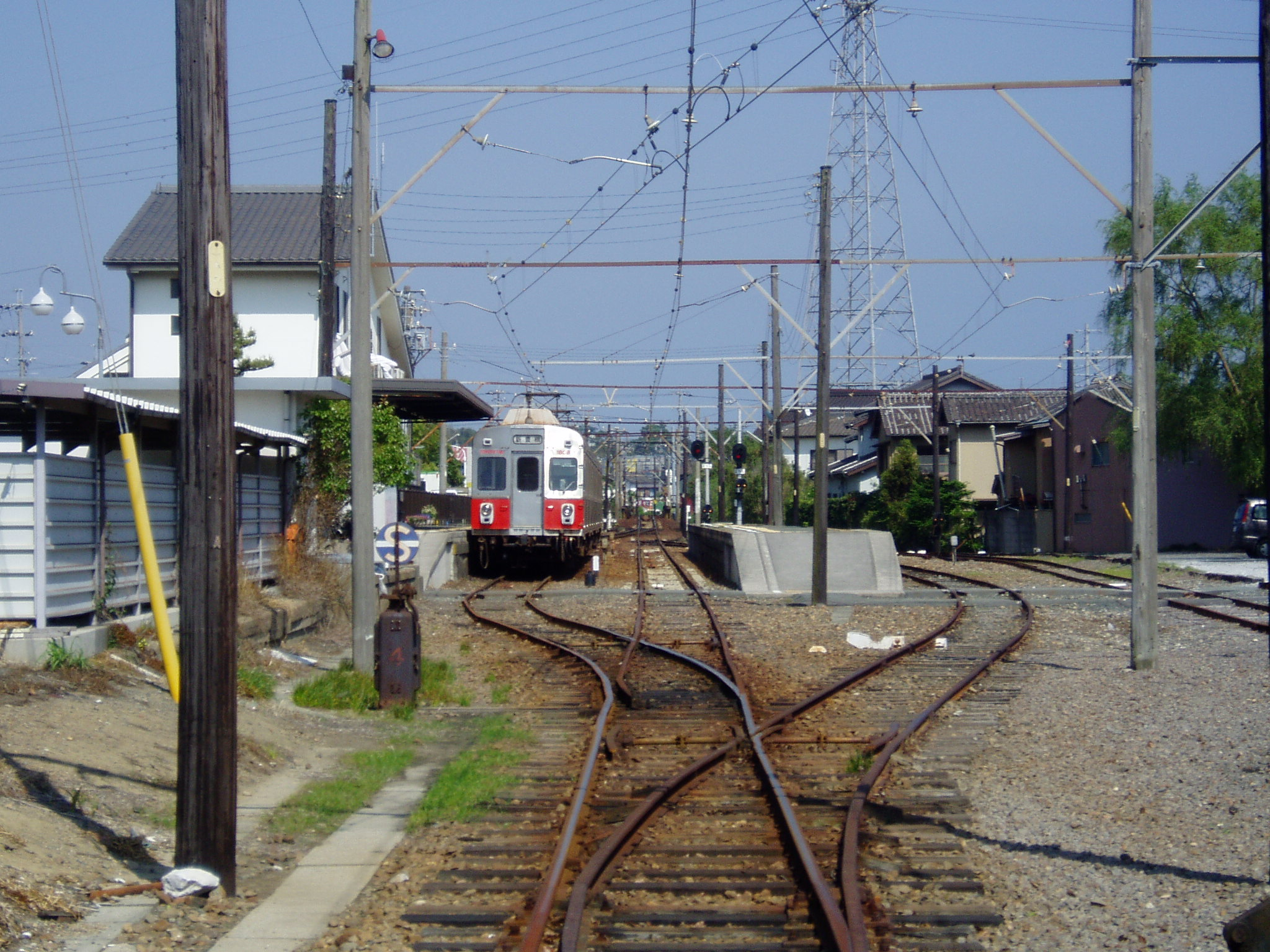
2面3線時代の駅構内（2004年5月）
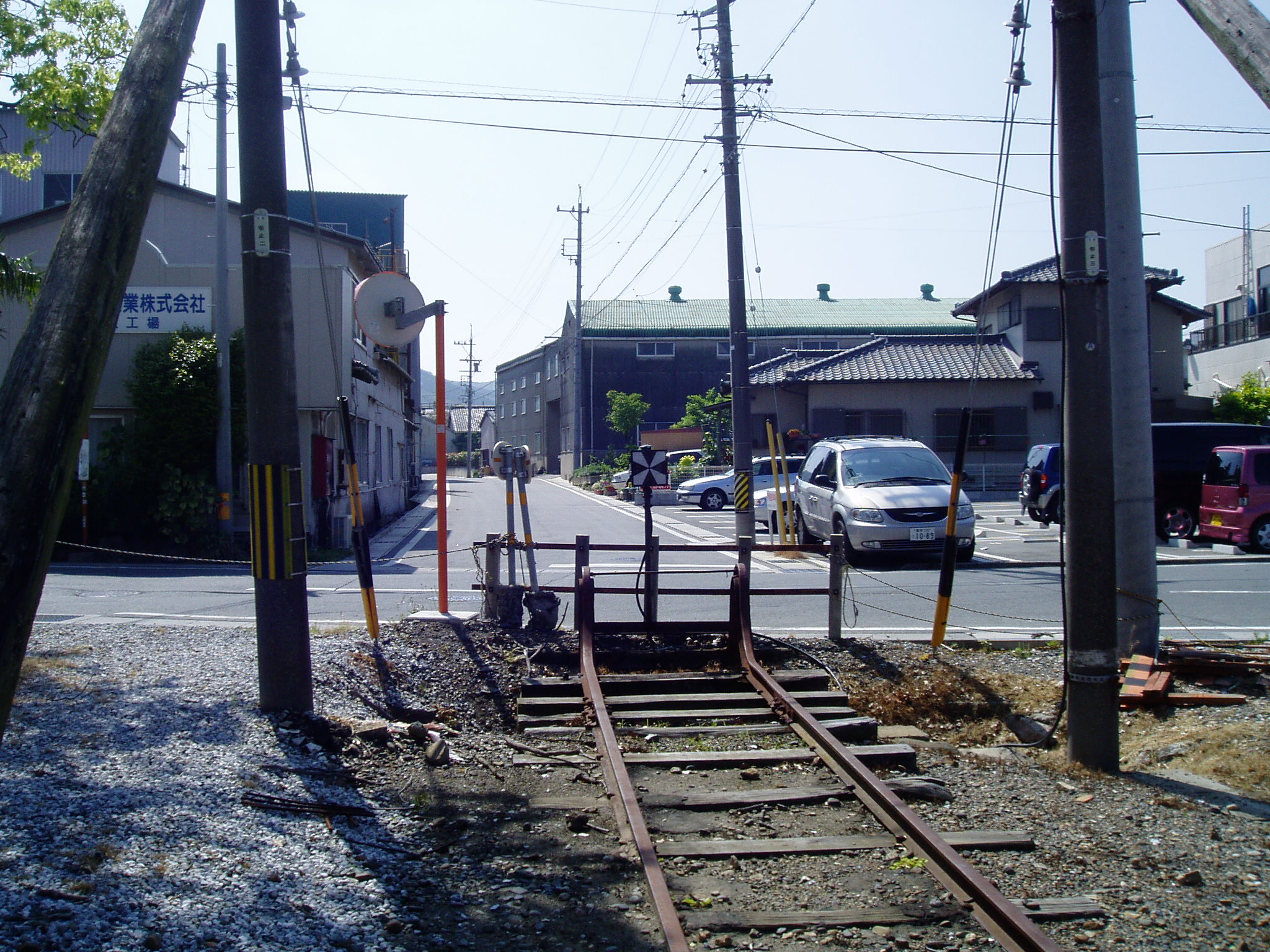
配線変更されるまで残っていた黒川原方面への車止め（2004年5月）

## 駅構造
頭端式ホーム2面4線と留置線1線を有する地上駅。2013年（平成25年）10月27日に現在の4代目駅舎が供用開始した。従前の駅舎は線路の北側に沿って建てられており、旧黒河原方面へ線路が延びていたことが分かるものだったが、田原市が進めた駅周辺整備事業にあわせ、市の玄関口にふさわしくなるよう、ホームの頭端部に取り付く形で扇形2階建ての新駅舎を建てたもの。この新駅舎は安藤忠雄建築研究所が設計した。また、駅舎内には田原市の施設として多目的スペース田原市交流ひろばが併設されている。
2014年（平成26年）までは1面2線であったが、矢作建設工業の施工で同年9月にホームを増設した
。ホーム番号は駅舎側から見て、右側から1・2・3・4番線となっている。通常は直進で入線可能な2番線のみが使用され、他のホームは夜間滞泊と始発とその後の数本の発車に使われている。3・4番線ホームはほとんど使用されない（早朝2本のみ）ため、上屋が設置されていない。
この地方では珍しく、発車メロディが流れる（1・2番線：朧月夜、3・4番線：椰子の実）。2013年（平成25年）の新駅舎使用開始とともに使用を開始した。

### のりば
| 番線  | 路線    | 行先       |
| ----- | ------- | ---------- |
| 1 - 4 | ■渥美線 | 新豊橋方面 |

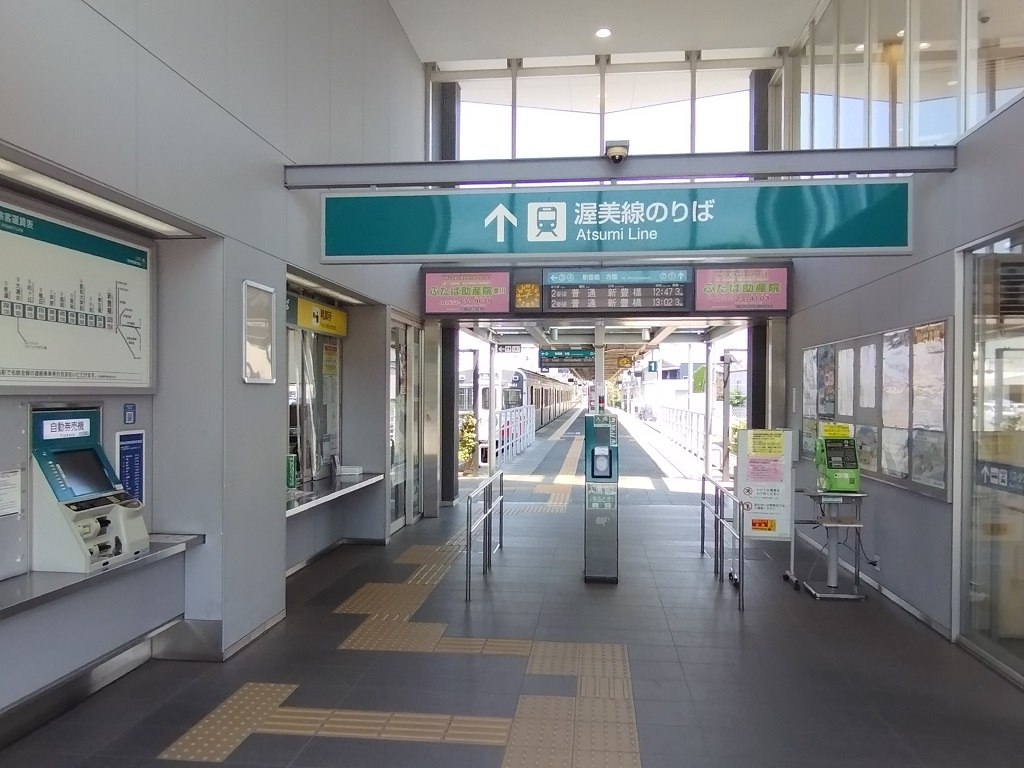
改札口（2022年5月）
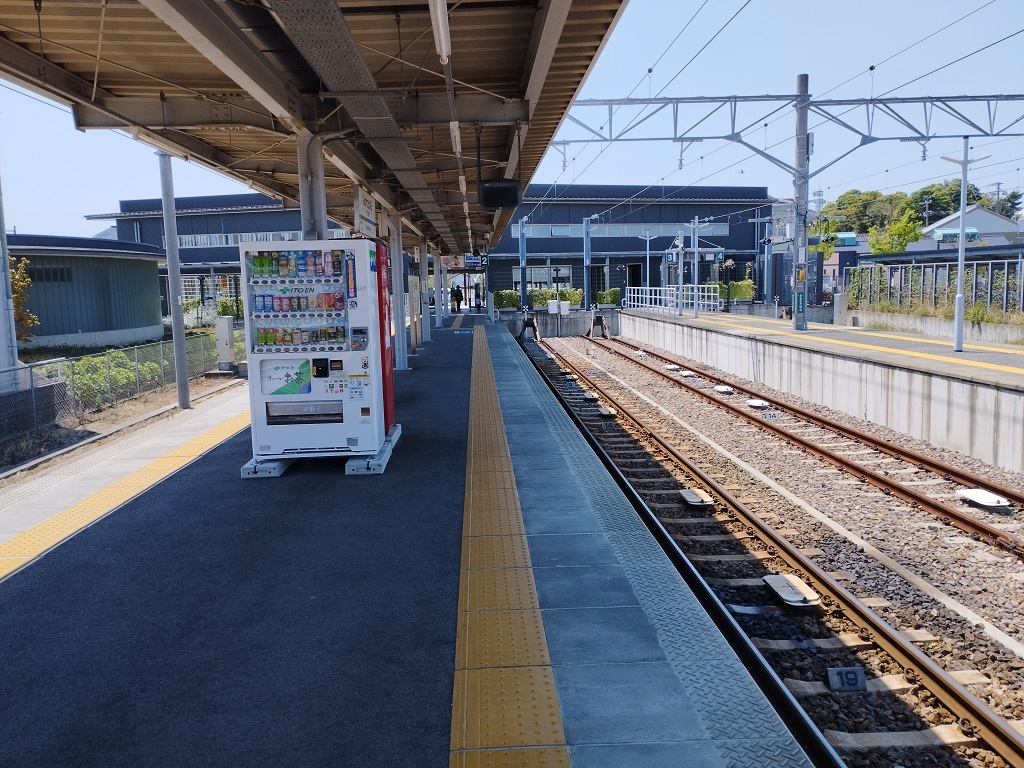
ホーム（2022年5月）
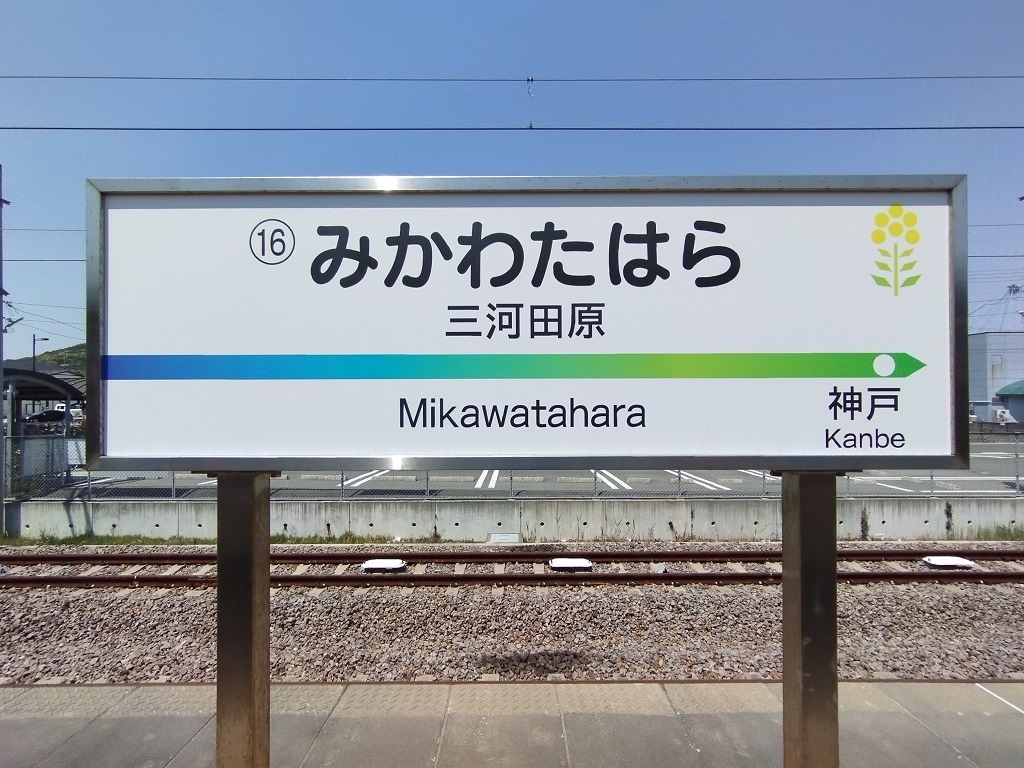
駅名標（2022年5月）

### 配線図
|            | 三河田原駅 構内配線略図 | → 新豊橋方面 |
| 凡例 出典: |                         |              |

## 利用状況
「移動等円滑化取組報告書」によると、当駅の各年度の1日平均乗降人員は以下の通りである。
| 年度               | 1日平均 乗降人員 |
| ------------------ | ---------------- |
| 2019年（令和元年） | 2,951            |
| 2020年（令和02年） | 2,330            |

- 主として通学・通勤・行楽用に利用される。
- 当駅の利用状況の変遷を下表に示す。
輸送実績（乗車人員）の単位は人であり、年度での総計値を示す。
乗降人員調査結果は任意の1日における値で、単位は人である。調査日の天候・行事等の要因による変動は考慮されていない。
表中、赤色は各項目の最高値である。また、最高値を記録した年度を基準に、それ以前の最低値を緑色、以降の最低値を青色で表記している。

| 年 度              | 当駅分輸送実績（乗車人員）：人／年度 | 当駅分輸送実績（乗車人員）：人／年度 | 当駅分輸送実績（乗車人員）：人／年度 | 当駅分輸送実績（乗車人員）：人／年度 | 乗車人員調査結果 人／日 | 乗車人員調査結果 人／日 | 特 記 事 項 |
| ------------------ | ------------------------------------ | ------------------------------------ | ------------------------------------ | ------------------------------------ | ----------------------- | ----------------------- | ----------- |
| 年 度              | 通勤定期                             | 通学定期                             | 定期外                               | 合 計                                | 調査日                  | 調査結果                | 特 記 事 項 |
| 1978年（昭和53年） | 198,870                              | ←←←←                                 | 153,373                              | 352,243                              |                         |                         |             |
| 1979年（昭和54年） | 194,250                              | ←←←←                                 | 159,036                              | 353,286                              |                         |                         |             |
| 1980年（昭和55年） | 192,560                              | ←←←←                                 | 174,967                              | 367,527                              |                         |                         |             |
| 1981年（昭和56年） | 205,440                              | ←←←←                                 | 177,502                              | 382,942                              |                         |                         |             |
| 1982年（昭和57年） | 185,718                              | ←←←←                                 | 160,700                              | 346,418                              |                         |                         |             |
| 1983年（昭和58年） | 163,886                              | ←←←←                                 | 157,786                              | 321,672                              |                         |                         |             |
| 1984年（昭和59年） | 146,901                              | ←←←←                                 | 145,763                              | 292,664                              |                         |                         |             |
| 1985年（昭和60年） | 134,779                              | ←←←←                                 | 168,060                              | 302,839                              |                         |                         |             |
| 1986年（昭和61年） | 140,175                              | ←←←←                                 | 179,789                              | 319,964                              |                         |                         |             |
| 1987年（昭和62年） | 144,388                              | ←←←←                                 | 175,281                              | 319,669                              |                         |                         |             |
| 1988年（昭和63年） | 156,187                              | ←←←←                                 | 191,556                              | 347,743                              |                         |                         |             |
| 1989年（平成元年） | 177,066                              | ←←←←                                 | 215,484                              | 392,550                              |                         |                         |             |
| 1990年（平成2年）  | 209,214                              | ←←←←                                 | 242,687                              | 451,901                              |                         |                         |             |
| 1991年（平成3年）  | 205,593                              | ←←←←                                 | 265,900                              | 471,493                              |                         |                         |             |
| 1992年（平成4年）  | 209,007                              | ←←←←                                 | 273,544                              | 482,551                              |                         |                         |             |
| 1993年（平成5年）  | 213,812                              | ←←←←                                 | 280,034                              | 493,846                              |                         |                         |             |
| 1994年（平成6年）  | 225,037                              | ←←←←                                 | 286,011                              | 511,048                              |                         |                         |             |
| 1995年（平成7年）  | 227,577                              | ←←←←                                 | 289,284                              | 516,861                              |                         |                         |             |
| 1996年（平成8年）  | 238,603                              | ←←←←                                 | 303,354                              | 541,957                              |                         |                         |             |
| 1997年（平成9年）  | 237,808                              | ←←←←                                 | 311,607                              | 549,415                              |                         |                         |             |
| 1998年（平成10年） | 224,216                              | ←←←←                                 | 320,283                              | 544,499                              |                         |                         |             |
| 1999年（平成11年） | 224,868                              | ←←←←                                 | 316,547                              | 541,415                              |                         |                         |             |
| 2000年（平成12年） | 227,985                              | ←←←←                                 | 324,992                              | 552,977                              |                         |                         |             |
| 2001年（平成13年） | 222,012                              | ←←←←                                 | 320,647                              | 542,659                              |                         |                         |             |
| 2002年（平成14年） | 220,243                              | ←←←←                                 | 327,582                              | 547,825                              |                         |                         |             |
| 2003年（平成15年） | 217,692                              | ←←←←                                 | 335,635                              | 553,327                              |                         |                         |             |
| 2004年（平成16年） | 219,384                              | ←←←←                                 | 336,391                              | 555,775                              |                         |                         |             |
| 2005年（平成17年） | 225,450                              | ←←←←                                 | 336,983                              | 562.433                              |                         |                         |             |
| 2006年（平成18年） | 227,701                              | ←←←←                                 | 337,679                              | 565,380                              |                         |                         |             |
| 2007年（平成19年） | 244,808                              | ←←←←                                 | 342,317                              | 587,125                              |                         |                         |             |
| 2008年（平成20年） | 260,462                              | ←←←←                                 | 267,187                              | 527,649                              |                         |                         |             |
| 2009年（平成21年） | 259,714                              | ←←←←                                 | 251,238                              | 510,952                              |                         |                         |             |
| 2010年（平成22年） | 248,891                              | ←←←←                                 | 233,610                              | 482,501                              |                         |                         |             |
| 2011年（平成23年） | 264,997                              | ←←←←                                 | 225,695                              | 490,692                              |                         |                         |             |

## 駅周辺
- 田原市役所
- 田原警察署田原駅前交番
- 田原城 (三河国)
- 道の駅田原めっくんはうす
- ヤマナカ田原店
- セントファーレ
- 城宝寺
- 田原市博物館
- 田原郵便局
- 三菱UFJ銀行田原支店
- LaLaGran
- 東大浜公園
- 愛知県立成章高等学校
- 国道259号（田原街道）
- 愛知県道2号豊橋渥美線
- 愛知県道413号六連三河田原停車場線

## バス路線
- 豊鉄バス伊良湖本線・伊良湖支線
- 田原市ぐるりんバス各線
- ほの国号（東京23区内：渋谷・新宿・練馬行き夜行高速バス）

## 隣の駅
豊橋鉄道
■渥美線
神戸駅 (15) - 三河田原駅 (16)
名古屋鉄道（廃止）
渥美線
三河田原駅 - 加治駅